# Заслужений економіст України
«Заслужений економіст України» — державна нагорода України — почесне звання України, що надається за особисті заслуги перед Українською державою громадянам, які працюють у відповідній галузі економічної або соціально-культурної сфери, як правило, не менше десяти років, мають високі трудові досягнення і професійну майстерність.

## Надання почесного звання
- Надання почесного звання «Заслужений економіст України» провадиться указом Президента України.
- Почесні звання можуть бути надані громадянам України, іноземцям та особам без громадянства.
- Надання почесного звання «Заслужений економіст України» посмертно не проводиться.
- Порядок представлення до надання почесного звання «Заслужений економіст України» визначається Указом Президента України «Про почесні звання України».
- Особи, яких представляють до присвоєння почесного звання «Заслужений економіст України», повинні мати вищу освіту на рівні спеціаліста або магістра.

Почесне звання «Заслужений економіст України» надається фахівцям економічних спеціальностей підприємств, організацій, фінансових, банківських установ та інших організацій за вагомий внесок у підвищення ефективності суспільного виробництва, розвиток економічної науки та впровадження її досягнень.

## Нагородження

Президент України Віктор Ющенко в урочистій обстановці присвоює почесне звання «Заслужений економіст України» Людмилі Супрун

Вручення нагрудного знака та посвідчення до почесного звання проводиться в обстановці урочистості і широкої гласності. Перед врученням оголошується указ Президента України про присвоєння почесного звання. Особі, удостоєній почесного звання, вручаються нагрудний знак та посвідчення до почесного звання встановленого зразка. Нагрудні знаки та посвідчення до почесних звань вручає Президент України або за його дорученням Голова Верховної Ради України, Прем'єр-міністр України або інша посадова особа, що визначена відповідним указом Президента України. Про вручення нагрудних знаків і посвідчень до почесних звань складається протокол за встановленою формою, що підписується особою, яка вручила їх, і скріплюється печаткою органу, що проводив вручення. Протокол вручення направляється до Управління державних нагород та геральдики Секретаріату Президента України.

## Опис нагрудного знака
Нагрудний знак до почесного звання «Заслужений економіст України» має форму овального вінка, утвореного двома гілками лаврового листя. Кінці гілок унизу обвиті стрічкою. У середині вінка вміщений фігурний картуш з написом назви почесного звання України. Картуш увінчує малий Державний Герб України. Лицьовий бік нагрудного знака випуклий. Усі зображення і напис рельєфні. На зворотному боці нагрудного знака — застібка для прикріплення до одягу.
Розмір нагрудного знака: висота — 40 мм, ширина — 30 мм.
Нагрудний знак до почесного звання «Заслужений економіст України» виготовляється зі срібла.